# Kazimierz Wnorowski
Kazimierz Wnorowski (ur. 4 kwietnia 1912) – porucznik Marynarki Wojennej RP.
W latach 1930–1933 był słuchaczem Szkoły Podchorążych Marynarki Wojennej w Toruniu, a w latach 1935-1936 słuchaczem III Kursu Oficerów Artylerii Morskiej. W 1937 r. mianowany został II oficerem artylerii na ORP "Grom". W kampanii wrześniowej 1939 r. dowodził XXXII Baterią Artylerii tzw. "grecką", złożoną z dwóch 105 mm armat. Dowodzona przez niego bateria była jednym z pododdziałów tworzących załogę Rejonu Umocnionego Hel.

## Awanse służbowe
- podporucznik marynarki – ze starszeństwem 15 sierpnia 1933 r. i 11 lokatą w korpusie morskim
- porucznik marynarki[potrzebny przypis] -